# Gabrielle Daleman
Gabrielle Daleman est une patineuse artistique canadienne, née le 13 janvier 1998 à Toronto.

## Biographie

### Carrière sportive
Après avoir pris la deuxième place des Championnats canadiens 2014, elle est retenue dans la sélection pour les Jeux olympiques d'hiver de 2014, elle fait alors ses débuts internationaux et y prend la 17e place. Elle y est la plus jeune représentante de la délégation canadienne.
La saison suivante, elle fait ses premiers pas en grand prix, terminant notamment cinquième de la Coupe de Chine. Elle est plus tard septième des Championnats des quatre continents. Surtout, elle devient pour la première fois championne du Canada chez les seniors.
Aux Championnats du monde 2016, elle se classe neuvième.
Elle est championne olympiques par équipe aux Jeux olympiques d'hiver de 2018.

## Palmarès
| Compétition                                                                           | 2013    | 2014    | 2015    | 2016    | 2017    | 2018    | 2019    | 2020    | 2021    | 2022    | 2023    |  |  |  |
| Jeux olympiques d'hiver                                                               |         | 17e     |         |         |         | 15e     |         |         |         |         |         |  |  |  |
| Championnats du monde                                                                 |         | 13e     | 21e     | 9e      | 3e      | 7e      | 11e     | CA      |         |         |         |  |  |  |
| Quatre continents                                                                     |         |         | 7e      | F       | 2e      |         |         |         | CA      | 10e     |         |  |  |  |
| Championnats du Canada                                                                | 2e      | 2e      | 1re     | 2e      | 2e      | 1re     | 5e      | 8e      | CA      | 3e      | F       |  |  |  |
| Championnats du monde juniors                                                         | 6e      |         |         |         |         |         |         |         | CA      |         |         |  |  |  |
|                                                                                       |         |         |         |         |         |         |         |         |         |         |         |  |  |  |
| Grand Prix ISU                                                                        | 2012/13 | 2013/14 | 2014/15 | 2015/16 | 2016/17 | 2017/18 | 2018/19 | 2019/20 | 2020/21 | 2021/22 | 2022/23 |  |  |  |
| Skate America                                                                         |         |         |         |         | 4e      | 6e      |         |         |         |         |         |  |  |  |
| Skate Canada                                                                          |         |         |         | 5e      |         |         | F       | 10e     | CA      |         | 10e     |  |  |  |
| Coupe de Chine                                                                        |         |         | 5e      |         |         | 6e      |         | F       |         |         | 8e      |  |  |  |
| Trophée de France                                                                     |         |         |         | 6e      | 4e      |         |         |         | CA      |         |         |  |  |  |
| Trophée NHK                                                                           |         |         | 6e      |         |         |         | F       |         |         |         |         |  |  |  |
| Légende : F = Forfait ; CA = Compétitions annulées à cause de la pandémie de Covid-19 |         |         |         |         |         |         |         |         |         |         |         |  |  |  |